# ベルモンド Le VisiteuR
『ベルモンド Le VisiteuR』（ベルモンド ル・ヴィジトゥール）は、石岡ショウエイによる日本のファンタジー漫画作品。『週刊少年ジャンプ』（集英社）2007年32号から51号まで連載された。
連載開始以前に、『赤マルジャンプ』2006年SUMMER号にて「ベルモンドの拷問百景 - Belmonde le visiteur -」のタイトルでプロトタイプの読切作品が発表されている。

## 概要
少年漫画としては珍しく、前近代のフランスが舞台の、拷問をテーマとしたサイコホラー漫画作品。連載話数の単位は「第〜幕」と表記される。
作中前半で行われていた拷問は肉体的なものではなく、主人公の拷問吏・ベルモンドの持つ特殊能力を用いた精神的なものである。そのため、流血や痛みを感じる様子などの直接的な残虐表現が描かれることは少ない。
反面、主人公・ベルモンドが外の世界に出てからの後半部分では拷問描写はほとんどなく、登場人物をほぼ一新し、魔法を用いたファンタジーバトル作品となっている。
内容の異色さからあまり人気は得られず、ストーリーに収拾がつかぬまま19回で終了となった。作者の石岡自身、単行本で本作が連載には向いていないとの意見があったことを仄めかしている。
2011年2月1日より無料の漫画配信サイトJコミでの配信が開始された。これに伴い、単行本は絶版となっている。

## あらすじ
17世紀前半のフランス・パリ近郊。修道院「リヴィエール・サン・ミシェル」の地下室に棲む男シィエン・ベルモンドは、重罪人から真実を吐かせる"真実を観る者"（ヴィジトゥール）の異名を持つ拷問を生業としていた。不可思議な能力を持つ彼の前に、罪人はなす術無く真実を晒してしまう。
そんな彼の許に、仮面（ルマスク）という謎の男から差し向けられた五人衆「ティフォ」が刺客として送られてくる。ティフォを倒し、真実を観たベルモンドだったが、仮面の正体はベルモンドの幼なじみで、パリの一貴族・ダルダニアンから差し向けられた修道士のジョルジュだった。離叛したジョルジュに左目を奪われ、瀕死の重傷を受けたまま逃げられてしまうベルモンド。
時同じくして、ダルタニアンの不穏な動きに気付いた宰相リシュリウは、ベルモンドに修道院の外へ出るよう命じ、ベルモンドはランディ党の魔女・ミディとスワールとともに、彼の目を使って「魔女の力」を得ようとするダルタニアン率いる一派・黄土に捧ぐ十字架の討伐に向かう。

## 登場人物

### 主要人物
シィエン・ベルモンド・ドゥ・ランディ
本作の主人公。修道院『リヴィエール・サン・ミシェル』の地下室に棲む。「地下に潜む者らしからぬ気高い男」と評されているが、性格は掴みどころがない。普段は手にキセルを持っている。
「剣で思いのままに物を斬る」特殊技術と「意志が弱った人間の目から真実を観る」特殊能力を持ち、"真実を観る者"（ヴィジトゥール）の異名を持つ。それらを使って重罪人から真実を吐かせる拷問を行っている。
ベルモンドが持つ剣は「ランディ」という名で、「七曜剣」と呼ばれる7つの剣の1つである。
能力を使用する際に眼の色が変わるため、その瞬間のみ近づかなければ術が効かないという弱点がある。また、魔力にも限界があり、短時間で使い続けるのは難しい。
出生に秘密があり、それ故生まれてから一度も地下室の外に出たことがなかった（詳細は後述）。
幼い頃実の祖父から凄惨な拷問を受け、その無数の傷痕は今でも身体中に残っている。またその拷問の際、1人目の拷問吏・ロケを噛み殺し、血の感触を知った経緯がある。
趣味は、凶悪犯罪に使われた凶器の収集。拷問の報酬もその凶器で取引される。
ニンジンが嫌いで、残す度に副修道院長のアンドレに説教されている。また多少の悪口には動じないが、「流し目」をバカにされると怒る。
絵画の腕前はなかなかのものであるが、女性画に関しては「ヌードしか描かない」らしい。
ジョルジュに左眼を抉られるなどされた上、ムスクトンに左足を銃で撃たれるなど重傷を負う。しかし、他の親衛隊によって一命を取り留める。
実は「貫きの眼」と呼ばれるひとつの魔女居住区（詳細は後述）にひとりしか生まれない党首の素質を持っていて、一連のジョルジュの謀叛の後、魔女・ミディとスワールによってランディ党の党首に任命される。そして彼等と共に、ダルタニアンの動向を知る三銃士・アトスの元へ向かうためパリへと出発する。
ミディ
魔女ランディの居住地の住人。ベルモンドの供として、ダルタニアンをはじめとした魔女の力を求める者たちの捜索を行う。蛇を多数飼っている。
剣は、多くの小さな刃で構成された鞭のような剣・蛇締剣（だていけん）。
技は、蛇締剣で相手の周りを囲む蛇締剣・囲（アントゥレ）と、伸ばして攻撃する蛇締剣・咬（モルドル）。
スワール
魔女ランディの居住地の住人。ランディ党党首代理。ミディと同じくベルモンドの供として魔女の力を求める者たちの捜索を行う。口は悪い。背が低いためベルモンドから子供扱いされる。
剣は、短剣の斬撃を利用する剣・闇走（やみばしり）。
技は、斬撃を2回飛ばす闇走・双奏（ドゥブル）と、4回飛ばす闇走・四奏（クワティオール）。
ロラン
リシュリウ親衛隊第三分隊に所属する青年。ベルモンドの許へ罪人を輸送する任務を負っている。
罪人の身体検査に不手際があるなど若干詰めが甘い（罪人がナイフを隠し持っているのを気付かなかった等）。
ベルモンドのいじられ役。多少ヘタレ気味で、五人衆ティフォのドドルワ・ゴゴーシュ兄弟と対戦した際も、ベルモンドの足を引っ張ってしまい怪我を負う。その後、怪我をおしてプッチからベルモンドの剣を奪い返した。
親衛隊の第三分隊はロランを合わせて4人と思われるが、他のメンバーは五人衆ティフォに殺害された。
ベルモンドが修道院を去った後もティフォとの戦いの際ベルモンドの足を引っ張ったことを悔い、剣術の鍛錬を続けていた。
セリーヌ
サータル侯爵令嬢。15歳。父・サータル侯爵や一家の財宝とともに消えたのち、半年後親衛隊によって拘束された使用人から父の安否を吐かせるため、ベルモンドと出会う。
勝ち気な性格で父の安否に関しても気丈な面を見せるが、無事を知り涙を流すなど年相応の娘らしい一面も持ち合わせる。ネズミが大の苦手。
父親の生還後はすっかりベルモンドと親しくなり、地下室に入り浸っている。ベルモンドのことを「ベル様」と呼んでおり、クロエに対抗している。
ジョルジュの謀叛以降は、外出を固く禁じられている。故に館からベルモンドの無事を祈り続けている。
クロエ
3年前に人身売買組織に両親を殺され、売り飛ばされた女性。宰相親衛隊によって保護される。
拷問を受けた仲買人を殺そうとしたところをベルモンドに諭され、「嫌いなニンジンを食べてもらう」という名目で地下室で同居し彼の助手となる。
ベルモンドの事でセリーヌと衝突する事が多い。食いしん坊。
黒髪の美人で、冷静に物事をハッキリいう性格。真顔でボケることも多い。
ベルモンドが修道院を去った後も地下室に住みつづけ、彼の備品や収集した凶器の管理を任された。夜にはアンドレから「幼き日のベルモンドとジョルジュ」の昔話を聴くのが日課になった。
アルマン・ジャン・デュ・プレシ・リシュリウ
フランス国王ルイ13世の宰相。事実上フランスの全実権を握る男。
万が一ベルモンドの存在が外部に漏れた場合、彼を極秘に葬り去るつもりでいたが、ルイ13世暗殺を企てる"黄土に捧ぐ十字架"にダルダニアン、ポルトスが関わっていることを知り、討伐のためにベルモンドを外に出すことを許可した。
カミュ
ベルモンドの飼う白い猫。彼によく懐いている。

### 修道士
アンドレ
「リヴィエール・サン・ミシェル」副修道院長。
地下室に出入りできる数少ない人物であり、ベルモンドが幼い頃からよく叱っていたらしい。ただしそれは深い愛情を持ってのことだった。
幼き日のジョルジュにベルモンドの友人になるよう頼むが、彼の真の気持ちには気づけなかったことを心から悔い、ダルタニアンとジョルジュの討伐に旅立つベルモンドに、ジョルジュを生きて連れ戻すよう頼む。
実はジョルジュの実父であることが、Jコミでの電子書籍化に際し加筆されたあとがきにおいて明かされた。
ジョルジュ（修道士の頃）
「リヴィエール・サン・ミシェル」の修道士。ベルモンドとは幼馴染のような関係で「ベルっち」と呼びタメ口で話す。子供の頃からベルモンドと普通に接しており、剣術の相手もしていたため、かなりの腕前を誇る。
実はベルモンドに親友として接していたのは、アンドレ副修道院長の頼みから仕方なく引き受けただけだった。実際ベルモンドのことは大嫌いだったらしい。ベルモンドの魔女の血と眼を求め、アンドレの不在時を狙い、彼を殺そうとする。

### 五人衆ティフォ
ゴシィスマ
五人衆ティフォの頭。「仮面（ルマスク）」の依頼を受けベルモンドの殺害を計画する。坊主頭で口に草をくわえている。「仮面」との連絡を取れる唯一の人物。挨拶代わりにベルモンドの左腕を切り落としたと思い込んでいたが、実はベルモンド自身が意識しながら左腕を切り落としただけでの芝居に惑わされ、ベルモンドが拷問のためにあらかじめ切り落としたロラン、セリーヌ、クロエの左手に襲われるが、最後に、股間をクロエの左手に握りつぶされ、「仮面」の正体をばらしてしまう。正気に返った後に、自分たちを利用しただけというジョルジュの発言に激昂するが、その直後ジョルジュに斬り殺されてしまう。
プッチ
ティフォのメンバー。「プッチ」とはフランス語で小さいという意味だが、名前とは裏腹に長身の大男。メンバー内では温厚そうな性格だったが、実際は全員を憎んでいた。実際、バレアーに「バカ」呼ばわりされた。剣は持たないが怪力で、素手で戦っても剣闘士を上回る実力を持つ。「アホ」と呼ばれると凶暴になるがだまされやすく、ベルモンドの作戦にやられ押しつぶされ、その場に墓を作られる。墓石にはフランス語で「アホのプッチ」と名が刻まれた。
ドドルワ
ティフォのメンバー。金髪で見た目は双子の弟・ゴゴーシュとほとんど同じ。目の下と顔の中心に線が引かれている（何の跡かは不明）。バレアーを嫌っていて、ベルモンドの魔術についての情報を彼に教えなかった。ベルモンドの目について「仮面」から聞かされており、はじめは追い込んでいたが、ジョルジュの剣術に屈する。
ゴゴーシュ
ティフォのメンバー。双子の兄のドドルワと同じく、目の下と顔の中心に線が引かれている（何の跡かは不明）。髪の色は黒。剣術の腕はロランには勝ったがベルモンドには勝てなかった。ドドルワと違って、爪を噛む癖がある。ベルモンドとの拷問ゲームに負けて死亡。
バレアー
ティフォのメンバー。わずかな返り血でも着ていた服を捨てるほど、病的な潔癖症の持ち主。ベルモンドの居所を見つけ、剣で襲うも返り討ちに遭い、ティフォや「仮面」の存在がベルモンドに知られることになる。顔に十字の刺青がある。「バレアー」という名は潔癖症ゆえの通り名で、日本語に直すと「ほうきA」となる。拷問終了後、腕を切り落とされ、ドドルワ・ゴゴーシュの拷問に利用された。

### 黄土に捧ぐ十字架
シャルル・ダルタニアン（現在）
黄土に捧ぐ十字架の長的存在。行動派だが病気がちで余命いくばくもない。とぼけた性格で、ジャンヌやポルトスによく世話を焼かせる。かつてはルイ13世に仕え、フランス一の英雄と呼ばれていたが、魔女の血と眼を手に入れ、ルイ13世を暗殺しようと企んでいる。その真の目的は、魔女の力に溺れ生きる屍となりかけていたルイ13世を、その苦しみから救うために「人」であるうちに彼の命を絶つためだった。
ベルモンドから抜き取った「貫きの眼」は左掌に転移している。創世の七曜剣の一つ「サムディ」を手に入れ、死人を操ってベルモンドたちを襲う。残る5つの七曜剣の力で国王を救うためにベルモンドに同行するようであるが、本編はどちらがリーダーとなるか決着を決める場面で終わっている。
ジャンヌ
ダルタニアンに従う少女。自分の言うことをなかなか聞かないダルタニアンに世話を焼いている。いたずら好きで思ったことはサラッという性格。
ジョルジュ（現在）
五人衆ティフォにベルモンドの殺害を依頼した「仮面（ルマスク）」の正体で、"黄土に捧ぐ十字架"のメンバー。似顔絵が下手。
（仮面の正体を知らない）プッチの攻撃で失神していたと見せかけ、ベルモンドを背後から急襲する。クロエのみが彼の不審さに疑問を抱いていたが、核心には至らなかった。
修道院を去ってからは、ダルタニアンと行動を供にしている。
ポルトス（現在）
ダルタニアンと同じく元三銃士のメンバーだった男。顔に傷があり、黒装束を纏う長髪の男。語尾に「コラ」とつけるのが癖。
連載が続いていればルーブル宮殿に侵入する予定だった。
ムスクトン
人形のように喋る少年。妙な帽子をかぶっている。銃を武器とする。生まれた時から孤独の身である。
オーブル
魔女の力を求める者たちに協力する謎の老人。魔女の卷族で目元や口下に鱗がある。ダルタニアンに魔女の力を宿すため、地下室に捕われていた。ダルタニアンには「ゲテモノ」と呼ばれる。
カカ
ダルタニアンがベルモンドのもとへよこした伝言役。解錠によりベルモンドに宣戦布告する為に、ダルタニアンの言葉を記憶していた。巻き糞のような髪型が特徴。二刀流だが、ベルモンドに襲いかかる前にミディとスワールに蹴り倒された。
「カカ」とは、フランス語で「糞」という意味である。

### 三銃士
シャルル・ダルタニアン（過去）
三銃士の一人。行動派だが病気がち。
戦いの時、アトスを背負い戦いから逃走するが、そのときに受けた銃創が元で余命いくばくもなくなり、銃士隊を退役する。
ポルトス（過去）
黄土に捧ぐ十字架のメンバーにして、三銃士の一人。銃士隊を退役した後、ダルタニアンと共に黄土に捧ぐ十字架のメンバーとなる。
アラミス
三銃士の一人。金髪でポニーテール。アトスを庇ってダルタニアンが余名幾ばくもない病に蝕まれる銃創を受けたときの戦いで、自分を置いていけというアトスの言葉を“聞こえませんね”と言って笑いながら4人一緒に帰ろうと戦った。その戦いの後に銃士隊を退役するが、三銃士の中で唯一行方は知れない。
アトス
三銃士の一人。黒髪の長髪で目の下に大きなクマがあり、黒いシルクハットをかぶっている。ダルタニアンの動向を知っている唯一の人物。銃士隊の頃に妻のミレディ・アンヌ・クラリックを魔女狩りによる拷問の末に処刑され、ショックで酒に溺れてアルコール依存症に陥り、戦いの際に怪我を負った上に銃が撃てず、ダルタニアンにも致命傷を負わせてしまう。そのことを憂い自殺を試みるが、ミディに助けられる。現在はグリモーが傍について世話をしている。
ダルタニアンにはずっと疎まれていたと思っていたが、ダルタニアンがアトスをベルモンドとの戦いから遠ざけるためにパシフロールを派遣したことを知る。
元銃士隊の3人、特にダルタニアンには深い悔恨の念を抱いており、彼が魔女の力を手に入れることを全力で止めると誓う。その真の目的は、妻を亡くしたアトスに魔女を憎むことで生きるようにかつて説いていたダルタニアンの、その現在の真意を確認するためである。

### サムディ党
グリイェフ・ドゥ・サムディ
長老にして党主。サムディ党がどの党よりも優秀であることを知らしめるために、党同士の争いをダルタニアンが引き起こしてくれることを望んでいる。
シュカ
グリイェフの側近でサムデイ党党首代理であり、次の党主の座を狙っている。目元に一直線上のあざがある。
パシフロール
シュカの妹。フィフィという猿を連れている。ミディとスワールに殺された盗賊の死肉を融合させ、ベルモンドらとアトスを襲うが失敗する。普段は冷静にふるまっているが、実は好戦的な性格。兄には絶対に忠実で、命令どおりにいかずベルモンドに返り討ちにされた際に自殺を試みるが、アトスに止められる。
技は、死肉を帯のようにして敵の攻撃を防ぐ迷仔・後衛（マヨイゴ・アルイェル・ガルド）と、死肉を操り攻撃する迷人・前衛（マヨイビト・アヴァ・ガルド）。時には生ある者の肉体すらも分解して引きはがし、盾にする。しかし使用するには、限界点がある。

### その他
ルイ13世
フランス国王。その実権をほぼリシュリウに握られ、「名ばかりの国王」となっている。そのような経緯から、片田舎から出て来た「名ばかりの貴族」のダルタニアンを特に信頼するに至る。
ほんの興味心から魔女術に手を染め、身も心も徐々に蝕まれている。
グリモー
アトスの世話をしている女性。

## ベルモンドの秘密

### 出生
ベルモンドの父親は、とある有名貴族の青年だとされている。彼は当時はまだ禁忌であった奴隷の女性との恋に落ちたため、一族の謀略によって女性は魔女の疑いをかけられ火刑となる。しかし女性は既に身籠っており、処刑前夜に生まれた子供をある修道士が地下室に匿ったのがベルモンドである。
後日、この事実は青年の一族に知られることとなるが、「生涯地下室から外へ出さない」ことを条件に不問となった。この条件が破られた場合、院内の修道士全員が火刑に処されることになっている。なお、彼の存在と拷問吏については、国家級の最高機密である。また、ベルモンドのことを外部に知られた場合は、証拠隠滅のため彼を殺害することになっていた。
また、この地下室は元々は、ベルモンドが実の祖父であるレフォル侯爵によって拷問されるべき部屋であった。

### 特殊能力
創世の七曜剣 第一の剣「ランディ」
彼が拷問の際に使用する剣。半身が白く、もう半身が黒い。魔女の血を引く人間が使用することで、斬るもの、斬らないものを選ぶなど、物体を思いのままに斬ることが出来る。
解錠（ウヴリール）
拷問により、人間が最も意志が弱くなるという「意識を失う間際」まで追い込んだ状態で問いかけることにより、相手の瞳の奥に質問の答えを観ることが出来る能力。決め台詞は「我 汝の深き黒淵にて 偽りなき白瀬を望む」。
以上の能力を持つに至った理由として、作中前半ではあくまでも「記録文書上の仮説」として描かれているが、「魔女の疑いをかけられた彼の母親が、実は本当に魔女の血筋であったのではないか」としている。
さらに物語後半でベルモンドが、「貫きの眼」を持つ第一・ランディ党の党首であることが明かされた。

## 七人の魔女と魔女術
魔女の一族の先祖といわれる者たち。元は聖書においてアダムとイヴをそそのかした蛇にまで遡ると言われる。彼らは魔女の中でも特に強い力を持つものとして地上に君臨したが、その力を利用し、自分たちをさげすむ人間たちと距離を置き、各々人里はなれた場所に居住地（ブール）を築いた。なお、ここでいう魔女に男女の区別はない。七人の魔女は以下のとおりである。
- 第一の魔女 ランディ
- 第二の魔女 マルディ
- 第三の魔女 メルクルディ
- 第四の魔女 ジュディ
- 第五の魔女 ヴァンドゥルディ
- 第六の魔女 サムディ
- 第七の魔女 ディマンシュ

### 創世の七曜剣
創世の七曜剣とは七人の魔女が死の間際にその力を集約することによって作られた剣である。
第一の剣「ランディ」
詳細は上記参照。所持者はシィエン・ベルモンド・ドゥ・ランディ。
第六の剣「サムディ」
ダルタニアンが手にした七曜剣。死肉を操れる力を秘めている。創世の七曜剣の中で最も危険と言われている。もとの所持者は、長老にして党主のグリイェフ・ドゥ・サムディ。

### 魔女の道具
貫きの眼
ベルモンドが生まれつき持つ「党首の資格を持つ」眼で、金色に輝いている。この眼の持主は、各居住区にひとりしか生まれない。
ベルモンドの左眼はジョルジュに抉り取られ、オーブルによってダルダニアンの体内に取り込まれた。この眼を持つ者が創世の七曜剣を使える者の条件である。
静寂の青炎
炎が低温で火傷をしない特殊な蝋燭。通常の燃料に加えて「クロカミ杉の樹液」「ハシカ蛾の鱗粉」「ミゾヒキトカゲの血」「ベルモンドの血」が加えられている。
目獲りの爪
13日間月明かりに照らし、瓶に入れられたリクオオグチイソギンチャクに魔女の血を垂らすことで食欲を活性化させたもの。相手の眼に押し付けることで対象物を捕食し、眼を抉り取る。昔は眼をコレクションにする愛好家に人気だった。
緑眼の種子
種に目玉の模様がある気味の悪い種子。血を吸うことで成長し、新たな種子を作る。出血した傷口の上に置くと、根が傷口を塞ぎ治療してくれるが、痛みを伴う。
道理の柩
魔女の力を持つものが出現させる柩。魔女の力を転移させる他、魔女の従者が能力を使う際、その許可を求めるときにも使用する。
木星記
魔女の党首のみが見ることを許される預言の書。魔女の一族が絶える日も記されている。
回帰の箒星
魔女が緊急時に自分の居住地まで瞬時に戻るために使われる道具。パシフロールがシジェム・セルパへの「回帰の帚星」を持っていたが、本来は党首のみが持つことを許されているものである。

### 居住地
シジェム・セルバ
第六・サムデイ党の居住地。党首の館は街の中央にあるテーブル状の崖の上にある。

## 舞台設定
- 物語前半の舞台である「リヴィエール・サン・ミシェル」は架空の修道院であるが、ルイ13世統治下で宰相だったリシュリウ枢機卿は実在の人物で、ブルボン王朝繁栄の立役者でもある。
- 作中の宰相リシュリウは、表向きは拷問を野蛮なものとして禁止しているが、地下室のみで生きかつ特殊能力を持つベルモンドにのみ「囚人に対するいかなる行為も許される」という許可を出し、親衛隊の手に負えない重罪人を秘密裏に修道院の地下へ送る人物として描かれている。
  - リシュリウ枢機卿が禁止したのは一般犯罪に対する拷問のみであり、史実で合法的な拷問が禁止されたのは1788年で、この当時はまだ法定拷問が存在しており、公務員としての拷問官が存在していた。
- ダルタニアンはデュマの小説『三銃士』の主人公であり、実在の人物でもある。史実のダルタニアンはリシュリウの後を継ぎ宰相となったマザランに仕え、銃士隊の隊長を務めた。
- ポルトス、アトス、アラミスはそれぞれ三銃士の一人。ムクストン、グリモーは、プランシェ、バザンと並ぶダルタニアンと三銃士の従者の一人。作中でアトスの元妻として描かれているミレディ・クラリックは、『三銃士』ではリシュリウの腹心である謎の悪女として描かれ、後にダルタニアンと対決することになる。
- またジョルジュも実在の人物で、フランスで教育を受けたイギリスの名門貴族バッキンガム公である。『三銃士』ではフランス王妃アンヌに恋したため、フランスに戦争を仕掛けようとする役回りである。

## 読切「ベルモンドの拷問百景 - Belmonde le visiteur -」
本作品のプロトタイプとなる読切作品。『赤マルジャンプ』2006年SUMMER号に掲載された。物語の内容は、連載版の1・2話とほぼ同じ展開である。単行本第2巻に収録。

### あらすじ
枢機卿親衛隊の青年・ロランは、拘束した盗賊からアジトを訊き出すために、修道院「リヴィエール・サン・ミシェル」の地下室を訪れ、"真実を観る者"ベルモンドと出会う。

### 連載版との差異
- 連載版ではダルタニアンの従者であるジャンヌが、ベルモンドの世話係として登場していた。これは、第1話のロランとセリーヌの「説明役」としての役柄を逆転させた役割を作中で担っている。
- 斬られた身体が傷みを感じるなど、連載版よりも拷問描写にリアルさを持たせている（本誌連載が決まった際、それでは少年誌的にまずいということでソフトな描写に変更したと、単行本で明かしている）。
- ロランの役職名が違う（読切では「第三班輸送係」）。
- 飼い猫が白猫と黒猫の2匹いた。
- 罪人に問いかける際の決め台詞が異なる。

## トラ!! the goal-d Gravi-ruler
『ベルモンド Le VisiteuR』単行本第3巻に収録されている短編。『赤マルジャンプ』（集英社）2005年SUMMER号に掲載された、45頁の読切。スポーツ物で、高校サッカーをテーマにしている。

### あらすじ
日ノ本トラは「サッカーで日本一になる」ことを夢みて、強豪校・虎ノ衛（このえ）高校サッカー部へ入部を希望する。彼が金髪のアフロヘアであることや、サッカー歴がないことを理由に、部長の宇多方やエースの浅野は全く相手にしない。しかし、器用にバックスピンを操る姿に、2人はトラの存在を気にしていくようになる。
そんな折、宇多方は偶然トラと姉のリョウが働くキャバレー「ジャンクスタ」へ辿りつき、トラの真意を知ることになる。そして、浅野を抜いてゴールを決めれば入部を認めるという条件を突き出す。

### 登場人物
日ノ本 トラ（ひのもと トラ）
サッカーの名門高・虎ノ衛高校1年生で、サッカー部入部希望者。金髪のアフロヘアをちょんまげに結った頭に日本代表ユニフォームのレプリカ着用と非常にふざけた姿をしているが、それはすべて弱視の姉・リョウが自分を見分けてくれるためにやっているものである。サッカーをしたい動機も、サッカーで日本一になってリョウを喜ばせたいからである。
サッカー競技に関してはほぼド素人であるが、両親が亡く幼い頃から「ジャンクスタ」でボール使いの芸を披露していた上、リョウ仕込みのバックスピンは宇多方や浅野を驚愕させる。
宇多方 夢二（うたかた ゆめじ）
虎ノ衛高校3年で、サッカー部の部長。ポジションはゴールキーパー。高校までの通学路の途中に歓楽街があったために偶然、日ノ本姉弟の働く「ジャンクスタ」に辿りつき、トラの本意を知ることになる。その後、条件付きでトラへの入部テストを課す。
浅野 修（あさの しゅう）
虎ノ衛高校3年で、日本ユース代表候補。ポジションはディフェンダー。宇多方同様、トラがサッカー部入部希望のために毎日通い詰めることを快く思っていない。トラの真意を知った宇多方の提案により、入部を賭けてトラと直接対決をすることになる。
日ノ本 リョウ（ひのもと リョウ）
トラの姉。元・女子サッカー日本代表。バックスピンをかけながらボールを足に引きつけるドリブルを持ち「引力の支配者（グラビルーラ）」の異名を持っていた。しかしオリンピック準決勝前日に交通事故に遭い、弱視となったため引退を余儀なくされ、チームも敗退する。その後、しばらく荒れた入院生活を送るが、トラの励ましにより元気を取り戻す。普段は生活費を得るため、トラとふたりで「ジャンクスタ」で働き、彼女はバーテンダーを務める。トラが虎ノ衛高校へ入学するまでの半年間、彼にバックスピンの技術を教える。

## 書誌情報
読み切り作品やオマケ漫画、キャラクターの誕生日や身長といった設定が記載されている。
1. 「地下に潜む男」 ISBN 978-4-08-874464-3
2. 「動き出す者達」 ISBN 978-4-08-874471-1 併録「ベルモンドの拷問百景」
3. 「旅立つ男」 ISBN 978-4-08-874505-3 併録「トラ!! the goal-d Gravi-ruler」

### アンソロジー
- 東日本大震災チャリティー漫画本 PARTY! SORA[注 1][1]（2011年8月5日発売[2]、メディアパル、ISBN 978-4-89610-202-4）
  - ベルモンド Le VisiteuR Part1:Heaven Part2:ノベライズ![3]

## 編集者
- 吉田幸司：第1話（2007年7月）[4] - 最終話（2007年11月）